# Hemidactylus triedrus
Espèce
Synonymes
- Gecko triedrus Daudin, 1802
- Hemidactylus subtriedrus Jerdon, 1854

Hemidactylus triedrus est une espèce de geckos de la famille des Gekkonidae.

## Répartition
Cette espèce se rencontre en Inde, au Sri Lanka et au Pakistan.

## Description

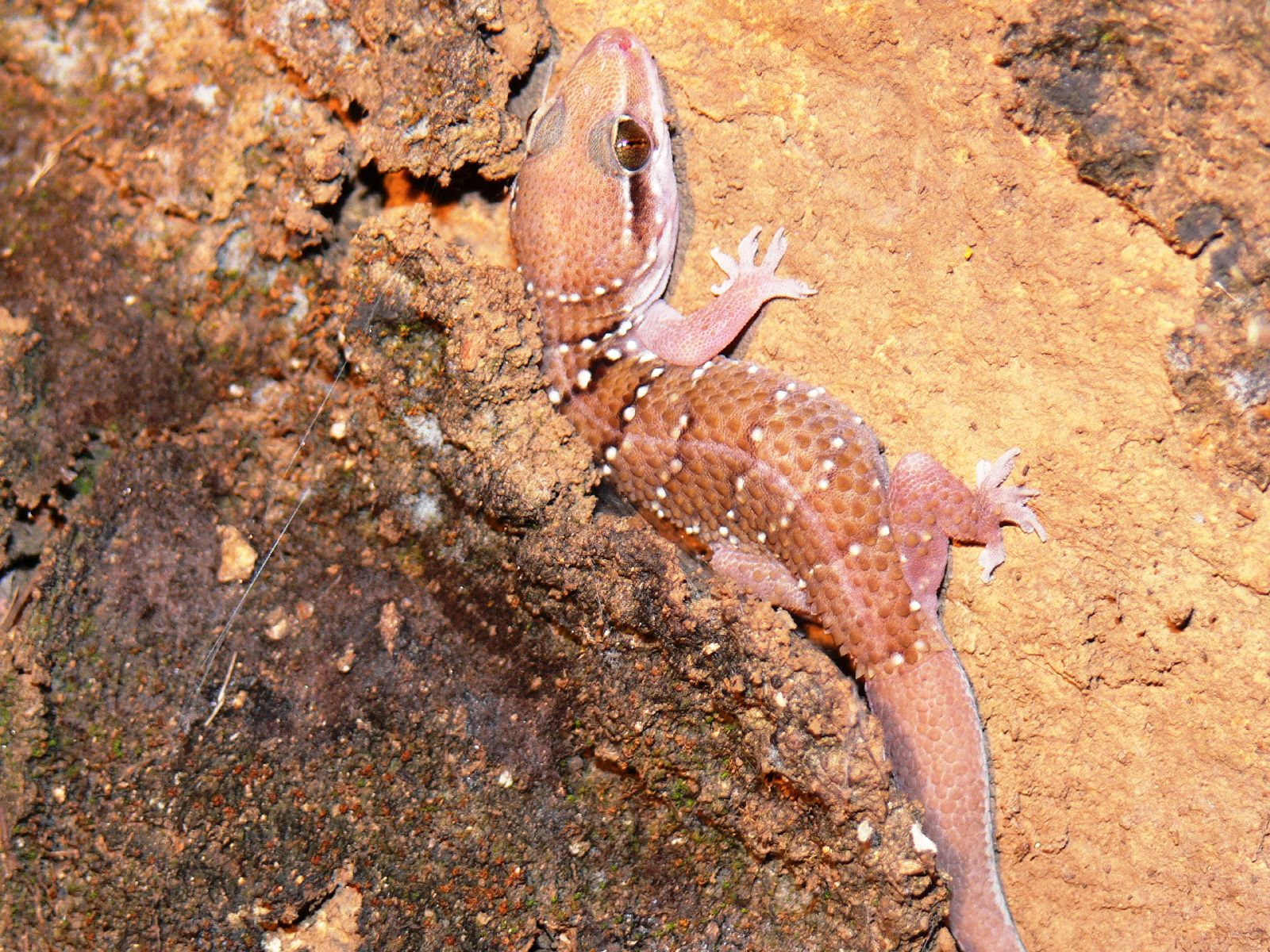
Hemidactylus triedrus

C'est un gecko nocturne, arboricole et insectivore.

## Taxinomie
La sous-espèce Hemidactylus triedrus lankae a été élevée au rang d'espèce.

## Publication originale
- Daudin, 1802 : Histoire Naturelle, Générale et Particulière des Reptiles; ouvrage faisant suit à l'Histoire naturelle générale et particulière, composée par Leclerc de Buffon; et rédigee par C.S. Sonnini, membre de plusieurs sociétés savantes, vol. 4, F. Dufart, Paris, p. 1-397 (texte intégral).